# Jama przegrody przezroczystej

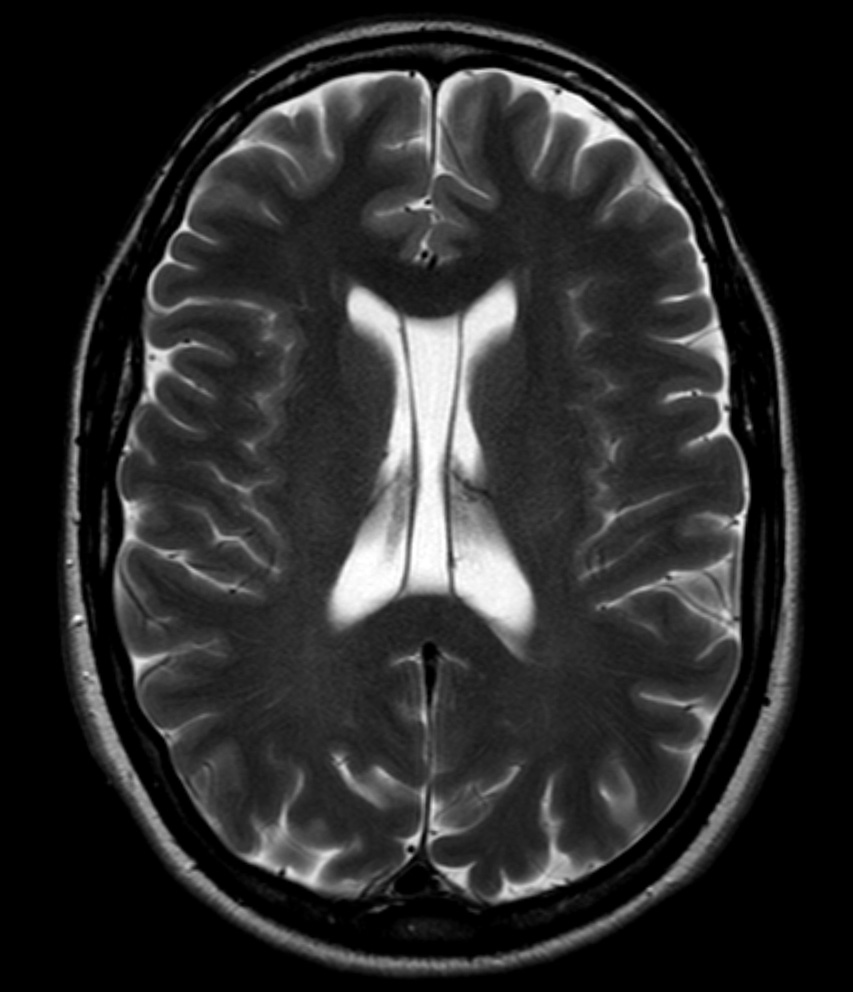
Jama przegrody przezroczystej i komora Vergi widoczne na MRI głowy

Jama przegrody przezroczystej (łac. cavum septi pellucidi, ang. cavum septum pellucidum) – często spotykany wariant anatomiczny budowy mózgowia, polegający na obecności wąskiej przestrzeni płynowej między dwiema blaszkami przegrody przezroczystej.